# Тодор Тумангелов
Тодор (Теодор) Москов Тумангелов е български революционер, участник в Априлското въстание.

## Биография
Роден е през 1853 г. в Копривщица в семейството на Моско Нягулов Тумангелов и Дона Хаджитодорова Тороманова.
Ограмотява се в местното училище, след което се препитава като касапин. В дните между 20 и 30 април 1876 година (стар стил) взима участие в Априлското въстание. 
На 20 април, при обявяването на въстанието, той се включва във въстаническата стража, която обсажда конака. На 21, 22 и 23 април е в чета, пазеща позиция по пътя Копривщица – Пловдив. На 24 април взима участие в четата на Найден Попстоянов, която ходи до Стрелча по преследване на турските башибозуци. На 25, 26 и 27 отново е на пост по пътя Копривщица – Пловдив с чета.
На 28 април взима участие в клането на турските цигани в местността Чардашко дере. След първите дни на въстанието, както пише години по-късно Танчо Шабанов, на 28 април няколко комитетски дейци взимат решение да бъдат избити турчеещите се копривщенски цигани, по подобие на тези в Клисура. Това е наложено заради заловения циганин, който се опитвал да се свърже с турците в Стрелча и да обади какво става в Копривщица. Циганите са изкарани в местността Чардашко дере и изклани повечето от тях, заедно с петима турци. Много малко са убити с огнестрелно оръжие или умрели от страх. Само един, по професия гюмрукчия (събирач на такси), бил оставен жив, заедно със семейството му, защото бил добър човек.
След погрома на въстанието, на 13 май 1876 г., Тодор Тумангелов е заловен в града от турския аскер и откаран под стража първоначално в Панагюрище, Татар Пазарджик и после във Филибе. След 14-месечен предварителен арест е осъден на затвор в окови и е откаран в Цариградската тъмница. Оттам е изпратен на заточение на остров Кипър. (или на Родос).
Освободен е на 23 май 1878 година след Сан-Стефанския мирен договор.
През 1893 г. подава молба, поради бедността си, за поборническа пенсия. През 1907 г. взима участие при учредяването на копривщенското Дружество са залесяване, като е избран и за член на неговото настоятелство.
В книгата фотоалбум „Спомен от Освободителната руско-турска война през 1877 – 1878 година“, по случай 50-годишнината от края на войната, е включена снимка на Тодор Тумангелов, като един от все още живите български поборници.

## Семейство
Тодор Тумангелов и жена му Гана са родители на Моско Тумангелов, на анархистите Нешо, Атанас и Нягол Тумангелови, участници в Копривщенската анархо-комунистическа чета, Райо Тумангелов, ятак на същата чета и на дъщеря Дона (по мъж Велева). Внукът им, който също се казва Тодор Тумангелов (син е на Райо), е дългогодишен музеен уредник в Дирекцията на музеите в Копривщица и през 1971 – 1972 г. е временно изпълняващ длъжността на неин директор. Къщичката на Тодор Тумангелов, паметник на културата, с местно, ансамблово значение, намираща се на ул. „Любен Каравелов“ № 18, непосредствено до Общинския съвет на града, е изоставена на произвола на съдбата и се саморазрушава.
Гана Тумангелова е арестувана заради революционната дейност на синовете си, заедно с майката на братя Юрукови – Мария Юрукова, Лука Караджова – жена на Нешо, Тана Златарева и други.